# Жнибородский сельский совет
Жнибородский сельский совет (укр. Жниборідська сільська рада) — входит в состав
Бучачского района
Тернопольской области
Украины.
Административный центр сельского совета находится в
с. Жнибороды.

## История
- 1992 — дата образования.

## Населённые пункты совета
- с. Жнибороды